# (1219) Бритта
(1219) Бритта (лат. Britta) — небольшой астероид главного пояса, который был открыт 6 февраля 1932 года немецким астрономом Максом Вольфом в Гейдельбергской обсерватории в Германии.

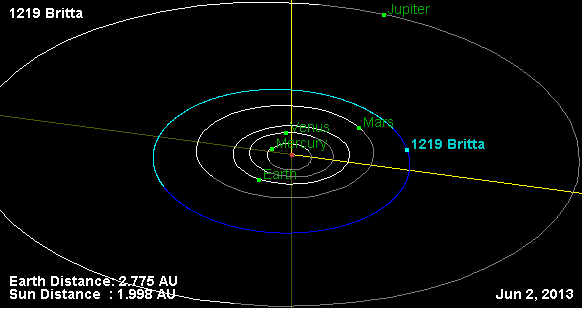
Орбита астероида Бритта и его положение в Солнечной системе